# Эберти, Феликс
Георг Фридрих Феликс Эберти (26 января 1812, Берлин — 7 июля 1884 Арнсдорф, Силезия) — германский юрист, астроном-любитель, научный писатель, профессор университета Бреслау.

## Биография
Георг Фридрих Феликс Эберти родился в семье еврея-банкира, перешедшего в христианство. Вырос в Берлине, начальное образование получил в школе Людвига Кауэра, также частным образом изучал математику под руководством Якоба Штейнера. С 1831 по 1834 год изучал право в университетах Берлина и Бонна. С 1840 года был асессором в верховном суде, затем работал судьёй в Хиршберге, Люббене и Бреслау. В 1849 году защитил в университете Бреслау габилитационную диссертацию по уголовному праву, а с 1854 года был адъюнкт-профессором в этом университете. После выхода в отставку с профессорской должности был активным членом берлинского Литературного клуба.
Творчество Эберти было довольно разнообразным — от сочинений по астрономии до биографий известных писателей. Главные работы: «Die Gestirne und die Weltgeschichte» (1846; эта работа по астрономии была в том же году без его разрешения переведена на английский язык); «Walter Scott» (1860); «Lord Byron» (1862); «Geschichte des preussischen Staats» (1866—1873, 7 томов); а также «Jugenderinnerungen eines alten Berliners» (1878).